# Operação Observant Compass
A Operação Observant Compass foi uma operação do Departamento de Defesa dos Estados Unidos inicialmente focada na captura de Joseph Kony e contenção do Exército de Resistência do Senhor na África Central. Foi supervisionada pelo Comando dos Estados Unidos para a África.
A NBC News escreveu em março de 2017 que "a área de operações é do tamanho da Califórnia, com cerca de 80 militares e várias dezenas do pessoal de apoio encarregado de encontrar cerca de 150 combatentes com o Exército de Resistência do Senhor de Kony, operando em partes de quatro países em alguns dos terrenos mais inacessíveis do mundo."
Em 2017, com cerca de US$ 780 milhões gastos na operação e Kony ainda em campo, os Estados Unidos encerraram a Observant Compass e transferiram suas forças para outros lugares. Mas a operação não foi completamente dissolvida, de acordo com o Departamento de Defesa: “as forças militares estadunidenses que apoiam a Operação Observant Compass transitaram para atividades de segurança e estabilidade de escopo mais amplo que continuam o sucesso de nossos parceiros africanos."